# Alexander Steinert
Pour les articles homonymes, voir Steinert (homonymie).
Alexander Steinert est un compositeur et acteur américain né le 21 septembre 1900 à Boston, Massachusetts (États-Unis), décédé le août 1982.

## Filmographie

### comme compositeur
- 1942 : Bambi (Chef d'orchestre)
- 1943 : Learn and Live
- 1944 : Target for Today (en)
- 1946 : Strangler of the Swamp (en)
- 1946 : Devil Bat's Daughter
- 1946 : The Unknown (en)
- 1946 : Personality Kid
- 1946 : Blondie Knows Best
- 1946 : Little Iodine (en)
- 1947 : King of the Wild Horses (en) de  George Archainbaud
- 1947 : The Prairie (en)

### comme acteur
- 1951 : L'Âge d'aimer (Too Young to Kiss) de Robert Z. Leonard : Conductor
- 1952 : Tu es à moi (Because You're Mine) d'Alexander Hall : Maestro Paradori